# Cilenšek
Cilenšek je priimek v Sloveniji, ki ga je po podatkih Statističnega urada Republike Slovenije na dan 1. januarja 2010 uporabljalo 243 oseb in je med vsemi priimki po pogostosti uporabe uvrščen na 1.708. mesto.

## Znani nosilci priimka
- Alenka Cilenšek (*1947), igralka, pevka
- Darinka Cilenšek, operna pevka
- Edvard Cilenšek (1921—2006), dr. elektrotehnike, med prvimi nagrajenci za iznajdbe in tehnične izboljšave SBK 1957 (za postavitev električnega pospeševalnika - IJS)
- Johann Cilenšek (1913—1998), nemški skladatelj in pedagog slov. porekla, dopisni član SAZU
- Maja Cilenšek, glasbena pedagoginja, zborovodkinja, pevka
- Marijan Cilenšek (1928—1997), geofizik
- Marko Cilenšek, tolkalist
- Martin Cilenšek (1848—1936), botanik in poljudnoznanstveni pisec
- Maša Cilenšek (*1991), flavtistka
- Milan Cilenšek (1935—2013), planinec, publicist
- Nada Cilenšek (1925—1944), partizanka -? borka NOB
- Rado Cilenšek (1925—1997),  novinar, TV-urednik
- Rudi Cilenšek - Urankar, partizan, družbenopolitični delavec
- Tomaž Cilenšek, harmonikar, narodnozabavni glasbenik
- Vitomir Cilenšek (1904—?), športni delavec
- Zoran Cilenšek, pevec, zabavni glasbenik